# هاپیت‌لی (آق‌داش)
هاپیت‌لی (به لاتین: Hapıtlı) یک منطقه مسکونی در جمهوری آذربایجان است که در شهرستان آق‌داش واقع شده است.